# Orden imperial de Francisco José
La Orden imperial de Francisco José fue una orden del Imperio austríaco y de su sucesor el Imperio austrohúngaro destinada a premiar los méritos civiles y posteriormente también méritos militares.

## Historia
La Orden imperial de Francisco José fue creada por el emperador Francisco José I de Austria por decreto de 2 de diciembre de 1849, en el primer aniversario de su accesión al trono. Su estatutos fueron fijados por decreto de 25 de diciembre del mismo año.

## Clases
En el momento de su creación la orden contaba con tres clases: Gran Cruz, Cruz de Comendador y Cruz de Caballero. No se exigía ninguna posición o rango previo para ser elegido como miembro de la orden. 
Posteriormente, en 1869, se empezó a otorgar la clase de Comendador con estrella, tomando estos posición inmediatamente inferior a la gran cruz. El 1 de febrero de 1901 se introdujo la clase de Oficial, inmediatamente inferior al comendador.
La precedencia entre ambas clases:
1. Gran Cruz.
2. Comendador con Estrella (desde 1869).
3. Comendador.
4. Oficial (desde 1901).
5. Caballero.

A diferencia del resto de órdenes de caballería creadas hasta entonces en el Imperio austríaco, la orden no concedía la nobleza ni personal ni hereditaria. Sin embargo y como gran novedad todos los miembros de la orden contaban con derecho de entrada a la corte.
La Orden contaba con distintos oficios: Canciller, de quién dependían el tesorero, secretario, archivista y clérigo de la cancillería.

## Insignia
La insignia consistía en una cruz patada esmaltada en gules y con los bordes dorados. En el centro de la cruz se encontraba un círculo esmaltado de blanco con las iniciales de Francisco José (F.J.) en dorado. El anverso del círculo contenía la inscripción "1849". La cruz se encontraba encima de un águila bicéfala de oro que sujetaba de un pico a otro alrededor de la cruz una cadena con el lema del Imperio, VIRIBUS UNITIS. Todo ello estaba rematado por la corona imperial.
En el ámbito de guerra, para premiar los actos de mayor valentía el grado correspondiente de la orden podía otorgarse con espadas.
Las insignias de cada clase eran llevadas de la siguiente forma:
- Gran Cruz: La cinta de gran cruz de la orden desde el hombre izquierdo a la cadera izquierda con la placa de la orden en el lado izquierdo del pecho.
- Comendador con estrella: La cruz pendente del cuello con la cinta de la orden con la placa de la orden en el lado derecho del pecho.
- Comendador sin estrella: La cruz pendente del cuello con la cinta de la orden.
- Oficial: La placa de la orden en el lado derecho del pecho, en un tamaño menor al de las placas de las clases superiores.
- Caballero: La cruz de la orden pendente de la cinta de la misma en la forma triangular clásica de las decoraciones austríacas en el lado izquierdo del pecho.

### Cinta
La cinta de la orden era de color rojo al completo, salvo aquellas condecoraciones otorgados por méritos de guerra que recibían una cinta roja con líneas blancas en el centro y bordes de la misma. 
|                       |         |            |                         |           |  |
| Pasadores de la Orden |         |            |                         |           |  |
| Caballero Gran Cruz   | Oficial | Comandante | Comandante con estrella | Gran Cruz |  |